# Calathea latifolia
Calathea latifolia là một loài thực vật có hoa trong họ Marantaceae. Loài này được (Willd. ex Link) Klotzsch mô tả khoa học đầu tiên năm 1849.